# Adobe Wallaby
Wallaby es el nombre de una herramienta experimental (alfa) de la casa Adobe Systems Incorporated que permite transformar archivos y animaciones de Adobe Flash Professional (FLA) en archivos HTML5.
Este programa fue publicado en su primera fase experimental el 8 de marzo de 2011 desde su página Adobe Labs.

## Funcionalidad
Este programa ha sido diseñado para suplantar el problema de compatibilidad que tienen algunos navegadores con los archivos flash, como muchos de los navegadores móviles, entre otros el de Apple iOS.
Para transformar los archivos se arrastra el archivo Flash sobre Wallaby y él lo transforma automáticamente en un archivo HTML, editable por otros programas como Adobe Dreamweaver.
Este programa no está ideado con la intención de hacer páginas webs completas en flash y transformarlas a HTML, sino a suplantar las animaciones y otros archivos flash en archivos compatibles de HTML5
Tom Barclay, director de Adobe Creative Suit ha declarado lo siguiente sobre Adobe Wallaby:
"Es una tecnología experimental que demuestra la innovación que estamos llevando alrededor de Flash y HTML y muestra la inversión que estamos dedicando a ambas tecnologías, las cuales consideramos de igual importancia"